# Шлефли, Иоганнес
Иоганнес Шлефли (нем. Johannes Schlaefli; род. 23 сентября 1957) — швейцарский дирижёр и музыкальный педагог.

## Биография
Родился 23 сентября 1957 года. В 1981 году окончил Базельскую академию музыки как гобоист. Дирижирование изучал преимущественно частным образом. Среди оказавших на него влияние дирижёров называет Эриха Шмида, Марио Венцаго, Бернарда Хайтинка.
В 1984 году возглавил Базельский камерный оркестр и, одновременно, оркестр Цюрихской высшей школы музыки. 
В 1995—2012 годы — главный дирижёр Бернского камерного оркестра. 
С 2013 года возглавляет Курпфальцский камерный оркестр в Мангейме. Как приглашённый дирижёр работал с оркестрами США, Бразилии, Чехии, Германии, Гонконга.
С 1999 года профессор оркестрового дирижирования Цюрихской высшей школы музыки. Как приглашённый преподаватель работал в Венской консерватории, Берлинской высшей школе музыки имени Эйслера, Академии имени Сибелиуса и других. Среди его учеников, в частности, Патрик Ланге, Филипп Бах, Мирга Гражините-Тила, Керем Хасан.